# Abuso infantil

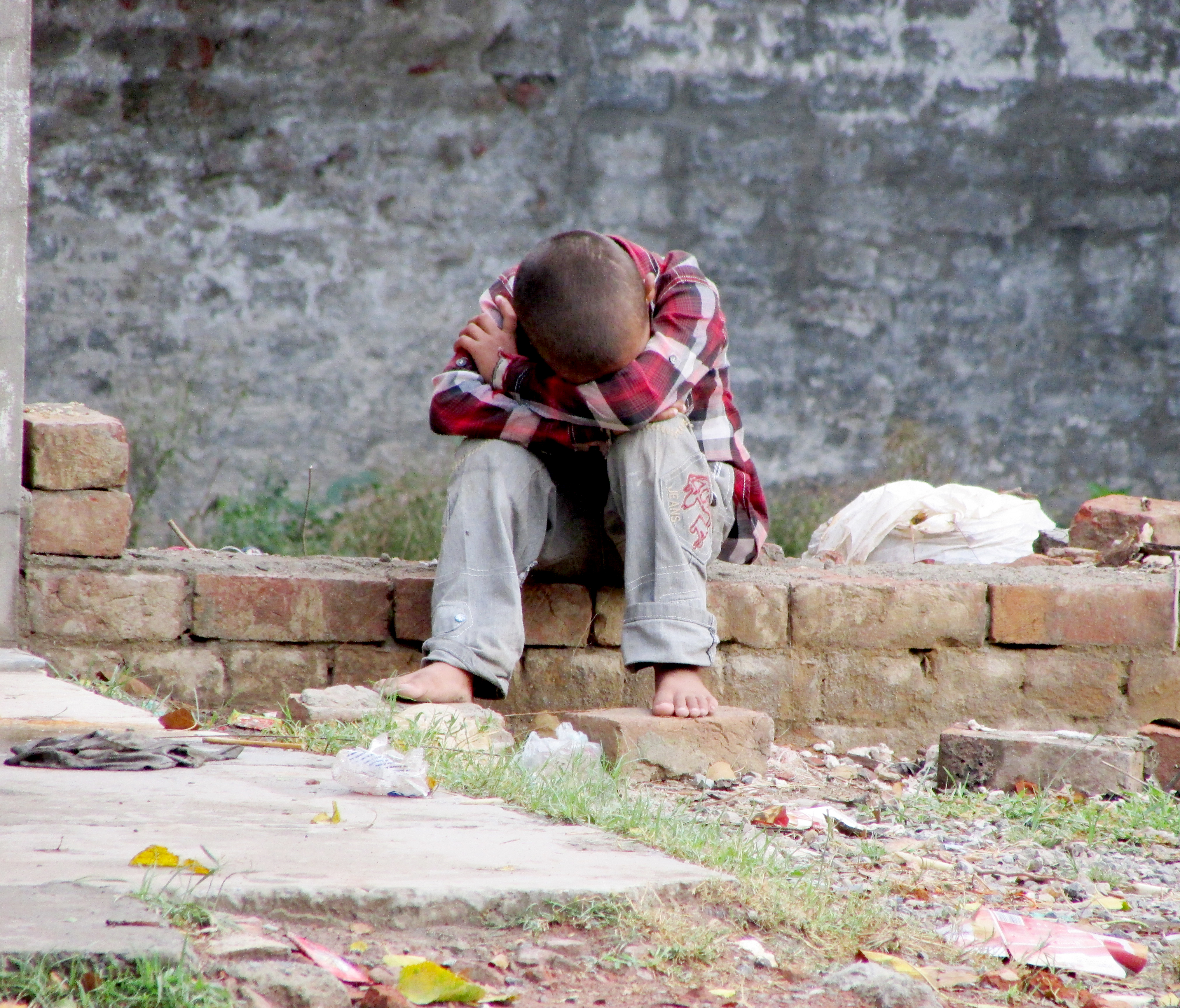
São quatro os tipos de maus-tratos genericamente reconhecidos: o abuso físico, o abuso sexual, o abuso emocional (abuso psicológico) e a negligência. As causas dos maus-tratos à criança são variadas e não bem compreendidas

O abuso infantil, ou maus-tratos infantis, são definidos como toda forma de violência física e/ou emocional/psicológica, maus tratos, negligência ou tratamento negligente, exploração comercial, sexual ou outro tipo de exploração, resultando em dano real ou potencial à saúde, sobrevivência, desenvolvimento ou dignidade da criança, no contexto de uma relação de responsabilidade, confiança ou poder, como os pais — sejam biológicos, padrastos ou adotivos — por outro adulto que possui a guarda da criança, ou mesmo por outros adultos próximos da criança como pessoas da família, professores, cuidadores, responsáveis etc.
As definições do que constitui abuso infantil variam entre os profissionais, entre grupos sociais e culturais e ao longo do tempo. Os termos abuso e maus-tratos são freqüentemente usados indistintamente na literatura.:11
A Organização Mundial da Saúde (OMS) define "abuso infantil" e "maus-tratos infantis" como "todas as formas de maus-tratos físicos e/ou emocionais, abuso sexual, negligência ou tratamento negligente, comercial ou outro tipo de exploração, resultando em dano real ou potencial à saúde, sobrevivência, desenvolvimento ou dignidade da criança no contexto de uma relação de responsabilidade, confiança ou poder". A OMS também afirma: "A violência contra crianças inclui todas as formas de violência contra menores de 18 anos, perpetrada por pais ou outros responsáveis, colegas, parceiros românticos ou pessoas desconhecidas."

## Tipos
Em 2006, a OMS distinguiu quatro tipos de maus-tratos infantis: o abuso físico, o abuso sexual, o abuso psicológico e a negligência.

### Abuso físico

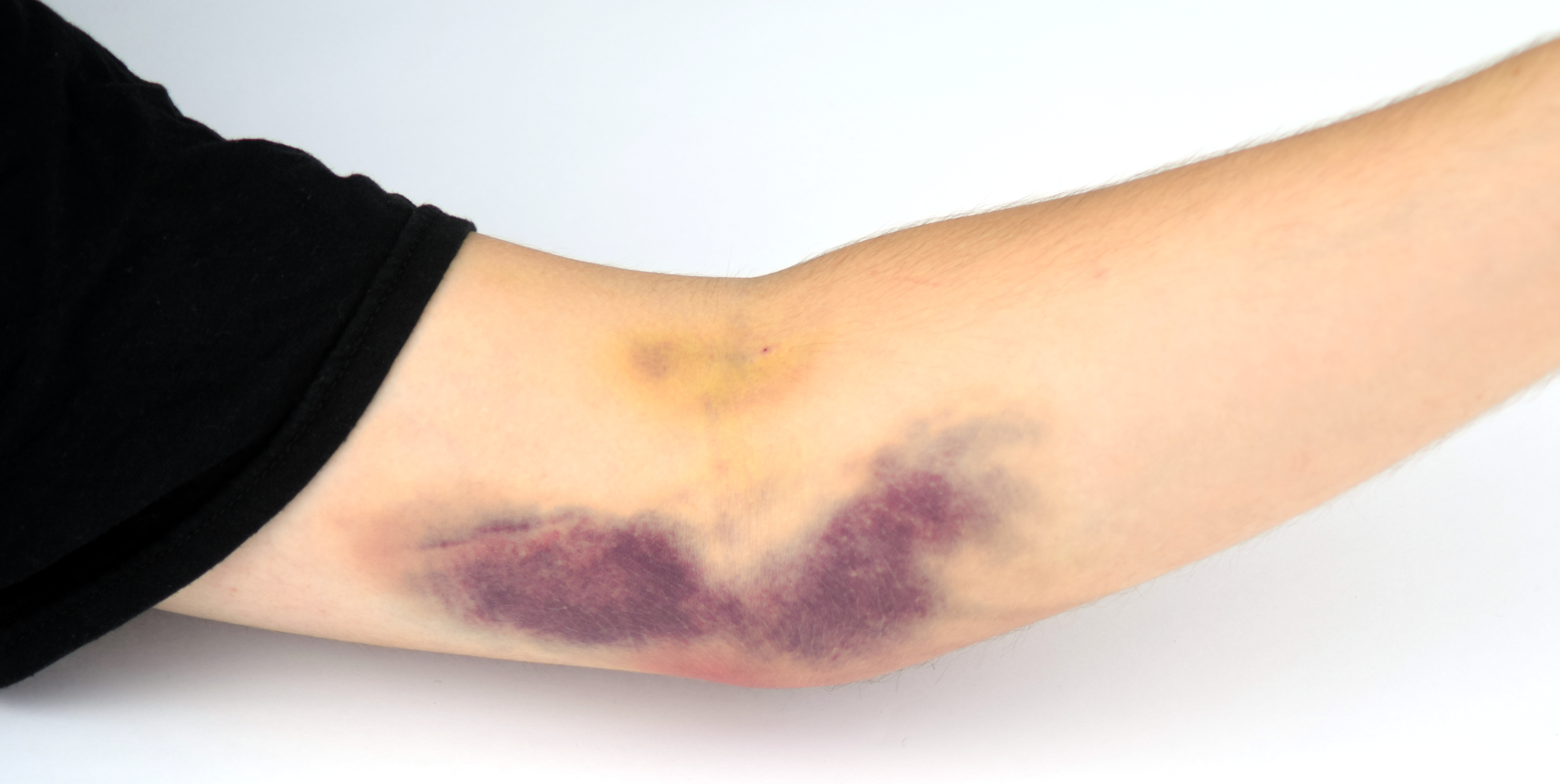
Lesões inexplicáveis, hematomas, fraturas ou queimaduras e lesões que não correspondem à explicação dada pela criança constituem alerta de abuso físico

Entre os profissionais e o público em geral, há divergências sobre quais comportamentos constituem abuso físico de uma criança O abuso físico geralmente não ocorre isoladamente, mas como parte de uma constelação de comportamentos, incluindo controle autoritário, comportamento que provoca ansiedade e falta de afeto dos pais. A OMS define o abuso físico como:
Uso intencional de força física contra a criança que resulte - ou tenha alta probabilidade de resultar - em danos à saúde, sobrevivência, desenvolvimento ou dignidade da criança. Isso inclui bater, espancar, chutar, sacudir, morder, estrangular, escaldar, queimar, envenenar e sufocar. A maioria parte da violência física contra crianças em casa é infligida com o objetivo de punição.
As definições de abuso físico e punição física de crianças que se sobrepõem, destacam uma distinção bastante sutil ou inexistente entre abuso e punição, mas a maioria dos abusos físicos são punições físicas "na intenção, na forma e no efeito". A partir de 2006, por exemplo, Paulo Sérgio Pinheiro escreveu no Estudo do Secretário-Geral da ONU sobre Violência contra Crianças:
O castigo corporal envolve bater ("tapas", "palmadas") nas crianças, com a mão ou com um implemento - chicote, bastão, cinto, sapato, colher de pau etc. Mas também pode envolver, por exemplo, pontapés, sacudir ou jogar crianças, arranhar, beliscar, morder puxar o cabelo ou dar tapas nas orelhas, forçar as crianças a permanecerem em posições desconfortáveis, queimar, escaldar ou forçar a ingestão (por exemplo, lavar a boca das crianças com sabão ou forçá-las a engolir temperos quentes).
A maioria das nações com leis de abuso infantil considera ilegal a inflição deliberada de ferimentos graves ou ações que coloquem a criança em risco óbvio de ferimento grave ou morte. Contusões, arranhões, queimaduras, ossos quebrados, lacerações - bem como "acidentes" repetidos e tratamento rude que podem causar lesões físicas - podem ser abuso físico.
A psicóloga Alice Miller, conhecida por seus livros sobre abuso infantil, considerou que humilhações, surras e espancamentos, tapas etc, são todas formas de abuso, porque ferem a integridade e a dignidade de uma criança, mesmo que suas consequências não sejam visíveis de imediato.
O abuso físico na infância pode levar a dificuldades físicas e mentais no futuro, incluindo revitimização, transtornos de personalidade, transtorno de estresse pós-traumático, transtornos dissociativos, depressão, ansiedade, ideação suicida, transtornos alimentares, abuso de substâncias e agressão. O abuso físico na infância também foi associado à situação de desabrigo (sem-teto) na idade adulta.

### Abuso sexual
Abuso sexual infantil é uma forma de abuso infantil em que um adulto ou adolescente mais velho abusa de uma criança para estimulação sexual. O abuso sexual refere-se à participação de uma criança em um ato sexual que visa a gratificação física ou o lucro financeiro da pessoa que comete o ato. As formas de abuso sexual infantil incluem pedir ou pressionar uma criança a se envolver em atividades sexuais (independentemente do resultado), a exposição indecente dos órgãos genitais a uma criança, exibir pornografia para uma criança, ter contato sexual com uma criança, contato físico com os órgãos genitais da criança, ver a genitália da criança sem contato físico ou uso de uma criança para produzir pornografia infantil.
Os efeitos do abuso sexual infantil na vítima incluem culpa e auto-culpa, flashbacks, pesadelos, insônia, medo de coisas associadas ao abuso (incluindo objetos, cheiros, lugares, visitas ao médico etc), dificuldades de auto-estima, disfunção sexual, dor crônica, vício, autolesão, ideação suicida, queixas somáticas, depressão, transtorno de estresse pós-traumático, ansiedade, outras doenças mentais incluindo transtorno de personalidade limítrofe e transtorno dissociativo de identidade, propensão a revitimização na idade adulta, bulimia nervosa, e lesões físicas à criança, entre outros problemas. As crianças vítimas também correm um risco maior de infecções sexualmente transmissíveis devido ao seu sistema imunológico imaturo e ao alto potencial de rasgos nas mucosas durante o contato sexual forçado. A vitimização sexual em uma idade jovem foi correlacionada a vários fatores de risco para contrair HIV, incluindo diminuição do conhecimento de tópicos sexuais, aumento da prevalência de HIV, envolvimento em práticas sexuais de risco, evasão do preservativo, menor conhecimento de práticas sexuais seguras, troca frequente de parceiros sexuais e mais anos de atividade sexual.

### Abuso psicológico
Existem várias definições de abuso psicológico infantil:
- Em 2013, a American Psychiatric Association (APA) adicionou o Abuso Psicológico Infantil ao DSM-5, descrevendo-o como "atos verbais ou simbólicos não acidentais cometidos pelos pais ou responsáveis pela criança que resultam ou têm potencial para resultar em dano psicológico significativo para a criança."[31]
- Em 1995, a APSAC definiu o abuso psicológico como: rejeitar, aterrorizar, isolar, explorar, corromper, negar capacidade de resposta emocional ou negligência" ou "Um padrão repetido de comportamentos do cuidador ou incidente(s) extremo(s) que transmitem às crianças que elas são inúteis, imperfeitas, não amadas, indesejadas, sob risco ou que apenas têm valor para atender às necessidades de outra pessoas."[32]
- Alguns definiram o abuso psicológico como a produção de defeitos psicológicos e sociais no crescimento de uma criança como resultado de comportamentos como gritos, atitude grosseira e rude, desatenção, crítica severa e difamação da personalidade da criança.[16] Outros exemplos incluem xingamentos, ridicularização, degradação, destruição de pertences pessoais, tortura ou morte de animal de estimação, críticas excessivas, demandas inadequadas ou excessivas, retenção de comunicação e uma rotina de rotulagens ou humilhações.[33]

Um estudo coordenado pelo professor Diogo Lara, da Faculdade de Biociências da PUCRS, mostrou que o abuso psicológico em crianças produz adultos cujas chances de tentativa de suicídio aumentaram 17 vezes, o estudo foi feito com base num questionário on-line respondido anonimamente por 10.800 pessoas de todo o Brasil.

### Negligência
A negligência infantil é a falha de um pai ou mãe ou outra pessoa com responsabilidade pela criança, em fornecer alimentação, roupas, abrigo, cuidados médicos ou supervisão necessários a um ponto que a saúde, a segurança ou o bem-estar da criança possam estar ameaçados. A negligência é também a falta de atenção das pessoas que cercam a criança e o não atendimento das necessidades relevantes e adequadas para a sobrevivência da criança, o que seria a falta de atenção, de amor e carinho.
Alguns sinais observáveis de negligência infantil incluem: a criança freqüentemente ausenta-se da escola, implora ou rouba comida ou dinheiro, não tem cuidados médicos e dentários, está sempre suja ou não tem roupas adequadas para o clima.
Atos negligentes podem ser divididos em seis subcategorias:
- Negligência de supervisão: caracterizada pela ausência de um dos pais ou responsável que pode levar a danos físicos, abuso sexual ou comportamento criminoso;
- Negligência física: caracterizada pelo não atendimento das necessidades físicas básicas, como uma casa segura e limpa;
- Negligência médica: caracterizada pela falta de atendimento médico;
- Negligência emocional: caracterizada por falta de estímulo, incentivo e apoio;
- Negligência educacional: caracterizada pela falta de educação e recursos adicionais dos cuidadores para participar ativamente do sistema escolar; e
- Abandono: quando o pai ou responsável deixa a criança sozinha por um longo período de tempo sem babá ou responsável.

Crianças negligenciadas podem apresentar atrasos no desenvolvimento físico e psicossocial, possivelmente resultando em psicopatologia e funções neuropsicológicas prejudicadas, incluindo função executiva, atenção, velocidade de processamento, linguagem, memória e habilidades sociais. Os pesquisadores que investigam crianças maltratadas descobriram repetidamente que crianças negligenciadas nas populações de lares adotivos manifestam diferentes reações emocionais e comportamentais para recuperarem ou assegurarem relacionamentos e são frequentemente relatadas como tendo apegos desorganizados e uma necessidade de controlar seu ambiente. É improvável que essas crianças vejam os cuidadores como uma fonte de segurança e, em vez disso, normalmente mostram um aumento nos comportamentos agressivos e hiperativos que podem interromper o apego saudável ou seguro com seus pais adotivos. Essas crianças parecem ter aprendido a se adaptar a um cuidador abusivo e inconsistente, tornando-se cautelosamente autossuficientes e costumam ser descritas como loquazes, manipuladoras e insinceras em suas interações com os outros durante a infância.

## Sinais e sintomas
O abuso infantil pode resultar em efeitos físicos adversos imediatos, mas também está fortemente associado a problemas de desenvolvimento humano e com muitos efeitos físicos e psicológicos crônicos, incluindo problemas de saúde subsequentes, incluindo taxas mais altas de condições crônicas, comportamentos de alto risco para a saúde e redução da expectativa de vida.
Crianças maltratadas podem crescer e se tornarem adultos que maltratam. Uma fonte de 1991 relatou que estudos indicam que 90 por cento dos adultos que maltratam foram maltratados quando crianças.

### Sinais comportamentais
Uma criança que está sofrendo algum tipo de abuso pode se sentir culpada, envergonhada ou confusa, a criança pode ter medo de contar a alguém sobre o abuso, especialmente se o agressor for um dos pais, um parente ou amigo da família. Alguns comportamento que podem ser alertas:
- Afastamento de amigos ou de atividades habituais
- Mudanças no comportamento - como agressividade, raiva, hostilidade ou hiperatividade - ou mudanças no desempenho escolar
- Depressão,[47] ansiedade[47] ou medos incomuns ou uma perda repentina de autoconfiança
- Uma aparente falta de supervisão
- Ausências freqüentes da escola
- Relutância em abandonar atividades escolares, como se não quisesse ir para casa
- Tentativas de fugir
- Comportamento rebelde ou desafiador
- Auto-mutilação ou tentativas de suicídio[47]

Os sinais e sintomas específicos dependem do tipo de abuso e podem variar e que os sinais de alerta são apenas isso, sinais de alerta, a presença de sinais de alerta não significa necessariamente que uma criança está sendo abusada.
Crianças que sofreram algum tipo de abuso durante muito tempo podem parecer amedrontadas e irritáveis, com frequência, dormem mal, podem se sentir deprimidas ou ansiosas e ter sintomas de estresse pós-traumático, são muito mais propensas a agir de forma violenta ou suicida.
A Faculdade de Medicina da Universidade de Stanford destaca os seguintes sintomas comportamentais de abuso: o choro excessivo ou atraso no desenvolvimento, medo, ansiedade e/ou apego excessivos, fobias, pesadelos, problemas de sono, fazer xixi na cama, retraimento social, hiperatividade, baixa concentração, a criança se distrai facilmente, diminuição do desempenho escolar, absenteísmo escolar crônico (faltas excessivas), distúrbios da fala, comportamento regressivo para a idade, medo do pai, mãe ou cuidador, problemas alimentares, depressão e passividade, aumento de abuso verbal ou comportamento fisicamente agressivo contra outras pessoas, destrói objetos ou fere animais de estimação, abuso de substância, autoagressão como cortar-se, comportamento sexualizado, sintomas de DST, evitação em despir-se, a criança se afasta ao tentar ser examinada, tem medo de fazer exame, excessivamente complacente, passiva, especialmente com partes difíceis ou dolorosas de exames médicos.

### Sinais emocionais
O abuso infantil pode causar uma série de efeitos emocionais, as crianças que são constantemente ignoradas, envergonhadas, aterrorizadas ou humilhadas sofrem pelo menos tanto, senão mais, do que se fossem agredidas fisicamente. De acordo com a Joyful Heart Foundation, o desenvolvimento do cérebro da criança é muito influenciado e responde às experiências com famílias, cuidadores e a comunidade. Crianças abusadas podem crescer sentindo inseguranças, baixa auto-estima e falta de desenvolvimento. Muitas crianças vítimas de abuso experimentam dificuldades contínuas com confiança, isolamento social, problemas na escola e formação de relacionamentos.
Bebês e outras crianças pequenas podem ser afetados pelo abuso de maneira diferente do que crianças mais velhas. Bebês e crianças em idade pré-escolar abusadas ou negligenciadas emocionalmente podem ser excessivamente afetuosas com desconhecidos ou pessoas que não conhecem há muito tempo. Podem ter falta de confiança ou ficar ansiosas, parecer não ter um relacionamento próximo com seus pais, exibir um comportamento agressivo ou ser desagradável com outras crianças e animais. As crianças mais velhas podem usar linguagem chula ou agir de maneira marcadamente diferente de outras crianças da mesma idade, lutar para controlar emoções fortes, parecer isoladas de seus pais, carecer de habilidades sociais ou ter poucos ou nenhum amigo.
As crianças também podem experimentar Transtorno de apego reativo, definido como relação social marcadamente perturbada e inadequada para o desenvolvimento, que geralmente começa antes dos 5 anos de idade. O transtorno pode se apresentar como uma falha persistente em iniciar ou responder de maneira apropriada e desenvolvida à maioria das situações sociais. O impacto a longo prazo do abuso emocional não foi amplamente estudado, mas estudos recentes começaram a documentar suas consequências a longo prazo. O abuso emocional tem sido associado ao aumento da depressão, ansiedade e dificuldades nos relacionamentos interpessoais (Spertus, Wong, Halligan e Seremetis, 2003). Vítimas de abuso infantil e negligência têm maior probabilidade de cometer crimes quando adolescentes e adultos.
A violência doméstica também afeta as crianças; embora não seja a criança que está sendo abusada, a criança que testemunha a violência doméstica também sofre grande influência. Estudos de pesquisa conduzidos como o "Estudo Longitudinal sobre os Efeitos do Abuso Infantil e da Exposição das Crianças à Violência Doméstica", mostram que 36,8% das crianças se envolvem em agressões criminais em comparação com 47,5% das crianças maltratadas/agredidas. A pesquisa mostrou que crianças expostas à violência doméstica têm chances aumentadas de problemas comportamentais e emocionais (depressão, irritabilidade, ansiedade, problemas acadêmicos e problemas no desenvolvimento da linguagem).

### Sinais físicos
Os efeitos físicos imediatos do abuso ou negligência podem ser relativamente pequenos (hematomas ou cortes) ou graves (ossos quebrados, hemorragia ou mesmo morte). Em alguns casos, os efeitos físicos são temporários; no entanto, a dor e o sofrimento que causam a uma criança não devem ser desconsiderados. Fraturas de costelas podem ser vistas com abuso físico e, se presentes, podem aumentar a suspeita de abuso, mas são encontradas em uma pequena minoria de crianças com lesões relacionadas a maus-tratos.
Alguns dos sintomas físicos imediatos também podem ser: dores de cabeça, dor abdominal crônica ou dor abdominal aguda (trauma contuso pode não mostrar marcas externas), sensibilidade, ruídos intestinais ausentes, queixas somáticas vagas, muitas vezes crônicas, agravamento de problemas médicos, como asma, dor de garganta frequente e inexplicável, ganho ou perda de peso anormal, relutância em usar uma mão ou pé, dificuldade em andar ou sentar, desconforto genital ou dor ao urinar ou defecar, sintomas inexplicáveis (causados por envenenamento, ingestão forçada de água, sal, etc.), vômito; irritabilidade ou respiração anormal que podem representar traumatismo craniano.

### Sinais de abuso sexual
Sinais físicos de abuso sexual em crianças são descritos:
- Presença de doenças sexualmente transmissíveis (DSTs), infecções do trato urinário, infecções fúngicas[57]
- Gravidez[58]
- Sinais de trauma na área genital, como sangramento inexplicável, hematomas ou sangue em lençóis, roupas íntimas ou outras roupas
- Dor persistente ou recorrente durante a micção e evacuações[59]
- Dor, descoloração, sangramento ou corrimentos em genitais, ânus ou boca[59]
- Escape de urina ou fezes não relacionados ao treinamento de usar o vaso sanitário[59]

Sinais comportamentais de abuso sexual em crianças podem ser:
- Comportamento sexual inadequado para a idade da criança
- Retomar comportamentos que haviam sido superados como chupar o dedo ou urinar na cama
- Não querer ficar sozinho com certas pessoas ou ter medo de ficar longe de cuidadores primários
- Não querer trocar de roupa ou tomar banho
- Usando novas palavras para as partes íntimas do corpo

## Prevenção
A Organização Mundial da Saúde distingue dois tipos de violência vividas por crianças (definidos pelas Nações Unidas como qualquer pessoa com idade entre 0-18 anos) - maus-tratos por parte dos pais e cuidadores de crianças de 0-14 anos e a violência que ocorre em ambientes comunitários de adolescentes com idades entre 15-18 anos. Estes tipos de violência podem ser prevenidos com a abordagem das causas e os fatores de risco específicos de cada tipo. Os maus-tratos por parte dos pais e responsáveis pela educação podem ser prevenidos através de:
- Redução de gravidezes indesejadas
- Redução dos níveis nocivos do álcool e uso de drogas ilícitas durante a gravidez;
- Redução dos níveis nocivos do álcool e uso de drogas ilícitas por pais jovens;
- Melhora no acesso aos serviços pré e pós-natal de qualidade;
- Prestação de serviços de visitas domiciliares por profissionais enfermeiros e assistentes sociais às famílias onde as crianças estão em alto risco de maus-tratos;[61]
- Oferecer treinamento para os pais sobre o desenvolvimento infantil, a disciplina sem violência e habilidades para resolver problemas.

A violência envolvendo crianças em ambientes comunitários pode ser prevenida por meio de:
- Programas de enriquecimento pré-escolar para uma introdução educacional;[62]
- Treinamento de habilidades para a vida;
- Assistência á adolescentes em alto risco para completarem a escolaridade;
- Redução da disponibilidade do álcool, através da promulgação e aplicação de leis de licenciamento de bebidas, impostos e preços;
- Restringir o acesso a armas de fogo.

### Mitos e fatos sobre abuso infantil
A seguir estão alguns dos mitos comuns sobre o abuso infantil e os fatos que ajudam a compreender a realidade do abuso infantil:
- Mito: "Crianças inventam histórias sobre abuso".[64]
- Fato: uma criança raramente inventa sobre abuso, a criança pode mudar o que disse se tiver sido pressionada ou ameaçada a negar algo que aconteceu, ou se tiver medo de ser removida de sua família depois de contar a alguém. Apenas 6% dos casos são fictícios e, nessas situações, trata-se, em geral, de crianças maiores, que objetivam alguma vantagem.[64]

- Mito: "Às vezes, as crianças têm culpa por seus abusos".
- Fato: Crianças nunca são culpadas por abusos que sofrem, os adultos são responsáveis por seu próprio comportamento e, não importa como uma criança se comporte, os adultos não têm o direito de prejudicar uma criança.

- Mito: "As crianças não são afetadas pela violência doméstica se não vêem acontecer".
- Fato: uma criança não precisa ver a violência doméstica para saber o que está acontecendo e ser afetada por ela, a criança vê como a violência afeta a pessoa próxima a ela.

- Mito: "Abuso infantil só acontece em famílias pobres" ou "só em famílias problemáticas".[65]
- Fato: O abuso infantil pode acontecer em qualquer família, independentemente de seu nível social ou educação. Pessoas que maltratam crianças podem vir de qualquer origem, cultura ou religião e ter qualquer tipo de trabalho.

- Mito: "Apenas crianças pequenas são abusadas".
- Fato: O abuso infantil pode acontecer a bebês, crianças ou adolescentes. Pode parecer que os adolescentes devam ser capazes de revidar, mas é difícil enfrentar um adulto que está causando o abuso, especialmente um pai ou mãe. O abuso infantil é frequentemente um abuso de poder e confiança, palavras cruéis ou abuso sexual ou físico machucam adolescentes tanto quanto machucam uma criança.

- Mito: "Disciplina física não é abuso infantil".
- Fato: as crianças podem ser disciplinadas para se comportarem de uma maneira mais aceitável, a disciplina física se tornará abuso físico se causar danos ou lesões a uma criança, existem muitas maneiras de disciplinar as crianças sem usar a força.

- Mito: "Só é abuso se for violento"[65] ou "o abuso sexual está associado a lesões corporais".[64]
- Fato: o abuso físico é apenas um dos tipos de abuso infantil, a negligência infantil ou o abuso sexual ou o psicológico podem causar o mesmo dano, uma vez que os sinais nem sempre são tão óbvios, outras pessoas podem estar menos propensas a intervir. Apenas 30% dos casos possuem evidências físicas, as autoridades devem ser treinadas para as diversas técnicas de identificação de abuso sexual em crianças e adolescentes.

- Mito: "A maioria dos abusadores de crianças são por desconhecidos"[65] ou "o abuso sexual acontece, na maioria dos casos, longe da casa da criança ou do adolescente".[64]
- Fato: embora o abuso por desconhecidos aconteça, a maioria dos abusadores são membros da família ou pessoas próximas à família. Abusos sexuais ocorrem, com frequência, dentro ou perto da casa da criança ou do agressor.[64]

- Mito: "Somente pessoas más abusam de seus filhos".[65]
- Fato: nem todos os pais ou responsáveis abusivos prejudicam intencionalmente seus filhos, muitos foram eles próprios vítimas de abuso e não conhecem outra forma de serem pais, outros podem estar lutando com problemas de saúde mental ou problemas de abuso de substâncias.

- Mito: "Crianças abusadas sempre crescem e se tornam abusadores".[65]
- Fato: é verdadeiro que as crianças abusadas têm mais probabilidade de repetir o ciclo na idade adulta, repetindo inconscientemente o que vivenciaram quando crianças, por outro lado, muitos sobreviventes depois de adultos têm uma forte motivação para proteger seus filhos contra o que passaram e assim se tornarem excelentes pais.

## Exemplos

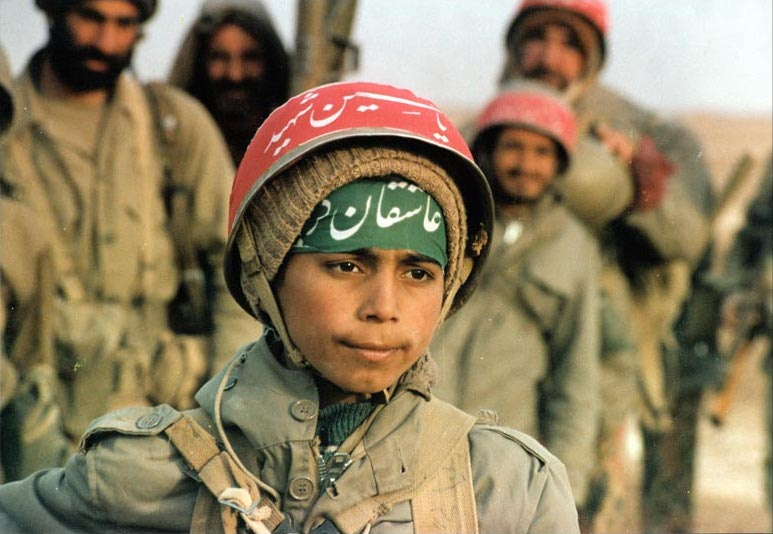
Em 2017, o grupo de defesa Child Soldiers International estimou que mais de 100 000 crianças foram forçadas a se tornarem soldados em pelo menos 18 conflitos armados em todo o mundo. Foto: Criança-soldado na Guerra Irã-Iraque

### Tráfico de crianças
O tráfico de crianças é o recrutamento, o transporte, a transferência, o abrigo ou o recebimento de crianças para fins de exploração. Crianças são traficadas para fins como exploração sexual comercial, trabalho forçado, trabalho infantil doméstico, envio de drogas, tornar-se criança-soldado, adoção ilegal e mendicância. É difícil obter estimativas confiáveis sobre o número de crianças traficadas a cada ano, principalmente devido à natureza secreta e criminosa da prática. A Organização Internacional do Trabalho estima que 1,2 milhão de crianças são traficadas a cada ano.

### Trabalho infantil
Trabalho infantil refere-se ao emprego de crianças em qualquer trabalho que prive as crianças de sua infância, interfira em sua capacidade de frequentar a escola regularmente ou seja uma atividade mental, física, social ou moralmente perigosa e prejudicial. A Organização Internacional do Trabalho considera tais tipos de trabalho uma forma de exploração e abuso de crianças. O trabalho infantil refere-se às ocupações que infringem o desenvolvimento das crianças (devido à natureza do trabalho ou à falta de regulamentação apropriada) e não inclui trabalhos apropriados para a idade e devidamente supervisionados em que menores possam participar. De acordo com a OIT, globalmente, cerca de 215 milhões de crianças trabalham, muitas delas em tempo integral. Muitas dessas crianças não vão à escola, não recebem alimentação ou cuidados adequados e têm pouco ou nenhum tempo para brincar. Mais da metade delas está exposta às piores formas de trabalho infantil, como prostituição infantil, tráfico de drogas, conflitos armados e outros ambientes perigosos.
Mais meninas menores de 16 anos trabalham como empregadas domésticas do que qualquer outra categoria de trabalho infantil, muitas vezes enviada para as cidades por pais que vivem na pobreza em área rural.
| | |
| Limpadores de chaminés servindo de "amuleto" para uma menina (centro, c. 1906). Acreditava-se que limpadores de chaminés traziam boa sorte. | O trabalho infantil é uma grave violação dos direitos humanos e dos direitos e princípios fundamentais no trabalho. Na foto, crianças trabalhando em uma fábrica de tijolos no Nepal. |

### Adoção forçada
Na Suíça, entre a década de 1850 e meados do século 20, centenas de milhares de crianças foram retiradas à força de seus pais pelas autoridades e enviadas para trabalhar em fazendas, vivendo com novas famílias. Essas crianças geralmente vinham de pais pobres ou solteiros e eram usadas como mão de obra gratuita pelos fazendeiros e eram conhecidas como crianças contratadas ou Verdingkinder. Em alguns países ocidentais ao longo do século 20 e até a década de 1970, crianças de certas minorias étnicas eram retiradas à força de suas famílias e comunidades por autoridades do estado e da igreja e forçadas a "assimilação". Essas políticas incluem a Stolen Generations ("Gerações Roubadas"), na Austrália para crianças aborígines australianas e a Torres Strait Islander, o sistema de escolas residenciais indianas canadenses (no Canadá para as Primeiras Nações, Métis e Inuit), com essas crianças frequentemente sofrendo abusos graves.
Durante a política do filho único na China, as mulheres só podiam ter um filho. Os governos locais permitiam que a mulher desse à luz para em seguida levar o bebê embora afirmando que a mãe violou a política de um filho. Traficantes de crianças, muitas vezes pagos pelo governo, vendiam as crianças a orfanatos que organizavam adoções internacionais no valor de dezenas de milhares de dólares, gerando lucro para o governo.

### Violência de gênero contra meninas

#### Infanticídio
Em condições naturais, as taxas de mortalidade de meninas com menos de cinco anos são ligeiramente inferiores às dos meninos, por razões biológicas. No entanto, após o nascimento, a negligência e o desvio de recursos para crianças do sexo masculino podem fazer com que alguns países tenham uma proporção distorcida com mais meninos do que meninas, com tais práticas matando cerca de 230 000 meninas menores de cinco anos na Índia a cada ano. Embora o aborto de seleção de sexo seja mais comum entre a população de renda mais alta, que pode acessar recursos médicos, o abuso após o nascimento, como o infanticídio e o abandono, é mais comum entre a população de renda mais baixa. O Infanticídio feminino no Paquistão por exemplo, é uma prática comum. Os métodos propostos para lidar com o problema são a roda dos expostos para deixar bebês indesejados e leis de abrigo seguro, que descriminalizem o abandono de bebês ilesos.

#### Mutilação genital feminina

Um mapa de dados composto mostrando a percentagem de mulheres com idades compreendidas entre os 15 e os 49 anos que foram submetidas a MGF. A fonte é a UNICEF (2016), e uma série de estudos adicionais para países fora da África que, com excepção da Indonésia, não foram pesquisados pelo UNICEF. Não há dados para os países a cinzento

A mutilação genital feminina é definida pela Organização Mundial da Saúde (OMS) como "todos os procedimentos que envolvem a remoção parcial ou total dos órgãos genitais femininos externos ou outras lesões nos órgãos genitais femininos por motivos não médicos". É praticada principalmente em 28 países da África e em partes da Ásia e do Oriente Médio. A MGF é encontrada principalmente em uma área geográfica que abrange toda a África, de leste a oeste - da Somália ao Senegal, e do norte ao sul - do Egito à Tanzânia. A MGF é mais frequentemente realizada em meninas com idade entre a infância e os 15 anos, e é classificada em quatro tipos, dos quais o tipo 3 - infibulação - é a forma mais extrema. As consequências da MGF incluem problemas físicos, emocionais e sexuais e incluem riscos graves durante o parto. Nos países ocidentais, essa prática é ilegal e considerada uma forma de abuso infantil. Os países que optam por ratificar a Convenção de Istambul, o primeiro instrumento juridicamente vinculativo na Europa no domínio da violência contra as mulheres e violência doméstica, estão vinculados às suas disposições para garantir que a MGF seja criminalizada.

## Regiões

### Angola
Em 2020, Angola registou mais de 2.000 casos de violência contra as crianças, dos quais 575 de abuso sexual, entre junho e o mês em curso, a Linha de Receção de Denúncia de Violência contra a Criança, SOS-Criança, criada face ao aumento de casos, recebeu 42 067 denúncias de casos de violência contra a criança, das quais 575 de abuso sexual.
Em Angola, 157 em cada mil crianças morrem antes dos cinco anos, segundo o Fundo das Nações Unidas para a Infância (UNICEF). O país tem a maior taxa de mortalidade infantil do mundo. Em 2016, ocorria cerca de dez abusos de crianças por dia em Angola, só em 2016, o Instituto Nacional da Criança de Angola (INAC) recebeu mais de mil denúncias de violações de crianças.

### Brasil
Segundo dados da Sociedade Brasileira de Pediatria, entre 2010 e agosto de 2020, cerca de duas mil vítimas fatais de agressão tinham menos de 4 anos de idade, nos últimos dez anos pelo menos 103.149 crianças e adolescentes entre o nascimento e 19 anos foram mortos.
Em dados divulgados em 2020, dos 159 mil registros feitos pelo Disque Direitos Humanos ao longo de 2019, 86,8 mil são de violações de direitos de crianças ou adolescentes, um aumento de quase 14% em relação a 2018, a violência sexual figura em 11% das denúncias que se referem a este grupo específico, o que corresponde a 17 mil ocorrências, em comparação a 2018, o número se manteve praticamente estável, apresentando uma queda de apenas 0,3%.
No Brasil, três crianças ou adolescentes são abusadas sexualmente a cada hora, em 2018 registrou ao menos 32 mil casos, o maior índice de notificações já registrado pelo Ministério da Saúde.
Em 2012, o Brasil era o 4º país no mundo com a maior taxa de homicídio de crianças e adolescentes sendo o estado mais violento o de Alagoas, o Brasil tinha uma taxa de 13 homicídios por 100 mil jovens, atrás apenas de El Salvador, Venezuela e Trinidad e Tobago.

#### Casos notórios
- 2021, Henry Borel, de quatro anos sofreu abusos físicos e psicológicos durante pelo menos um mês até vir a óbito por laceração hepática, ambos, mãe e o namorado dela são acusados de tortura e homicídio duplamente qualificado.
- 2021, na cidade de Campinas, um menino de onze anos era mantido dentro de um barril por seu pai e sua madrasta, a criança era amarrada e colocada dentro do barril então fechado por uma peça de mármore.[111] A Justiça aceitou a denúncia do Ministério Público (MP) e tornou o pai, a madrasta e a filha dela réus por tortura.[112]
- 2014, Bernardo Boldrini, de onze anos, chegou a procurar o fórum da cidade para reclamar de insultos recebidos da madrasta e da falta de interesse do pai, Bernardo foi morto por sua madrasta e com a ajuda de cúmplices, seu cadáver foi ocultado em uma cova num matagal.